# Lindsaea ovoidea
Lindsaea ovoidea là một loài thực vật có mạch trong họ Dennstaedtiaceae. Loài này được Fée miêu tả khoa học đầu tiên.